# Maik Belle
Maik Belle (Alemania) es un gimnasta artístico alemán que, representando a Alemania del Este, consiguió ser medallista de bronce mundial en la prueba del concurso por equipos.

## 1987
En el Mundial de Róterdam 1987 consigue la medalla de bronce en el concurso por equipos —tras la Unión Soviética y China—, siendo sus compañeros de equipo: Sylvio Kroll, Sven Tippelt, Holger Behrendt, Ulf Hoffmann y Mario Reichert.